# Hartmut Nickel
Hartmut Nickel (* 16. November 1944 in Weißwasser; † 27. Juni 2019) war ein deutscher Eishockeyspieler (Stürmer) und -trainer sowie Mitglied der Hockey Hall of Fame Deutschland. Während seiner aktiven Spielerkarriere spielte er für die SG Dynamo Weißwasser sowie den SC Dynamo Berlin. Nach seinem Karriereende als Spieler war er unter anderem als Cheftrainer der Eisbären Berlin sowie Assistenztrainer der DDR-Nationalmannschaft tätig. Nach 51 Jahren Vereinszugehörigkeit beendete Nickel 2014 seine Trainertätigkeit bei den Eisbären.
Nach seinem Tod wurde zur Saison 2019/20 die Fankurve der Eisbären Berlin in der Mercedes-Benz Arena in Hartmut-Nickel-Kurve benannt. 

## Karriere

### Spieler

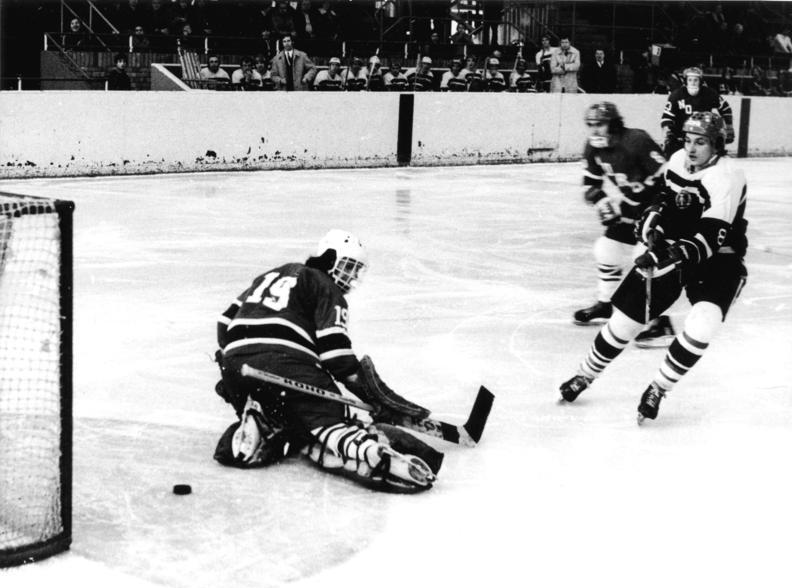
Hartmut Nickel (rechts) im Länderspiel gegen Norwegen 1974

Er durchlief sämtliche Altersklassen der Jugendabteilungen der SG Dynamo Weißwasser. Im Jahre 1963 luden ihn die Verantwortlichen des SC Dynamo Berlin zu einem Probetraining nach Berlin ein. Nickel überzeugte und entschied sich im Alter von 19 Jahren seine Heimat zu verlassen und von nun an in Berlin dem Eishockeysport nachzugehen. Bis 1974 erzielte er in 113 Oberligaspielen 70 Tore und steuerte 47 Vorlagen bei. Er wurde dreimal DDR-Meister (1966, 1967, 1968) mit dem SC Dynamo Berlin.
Bei Weltmeisterschaften (A- und B-Gruppe) sowie Olympischen Spielen trug Hartmut Nickel 45 Mal das Trikot der DDR; in dieser Zeit erzielte er zwölf Tore und zwölf Assists.

### Trainer

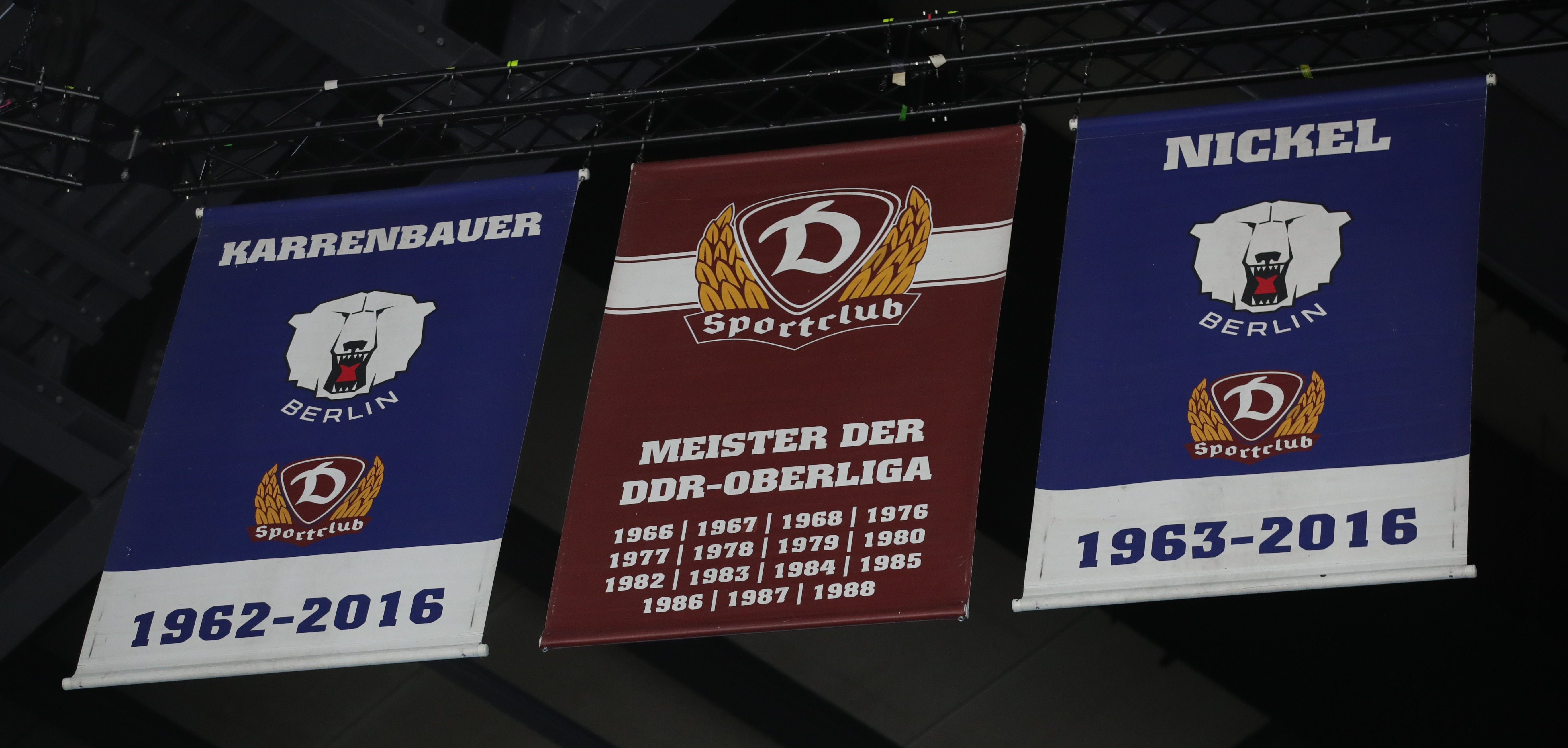
Nickels Trikot unter dem Hallendach der Berliner Mercedes-Benz Arena

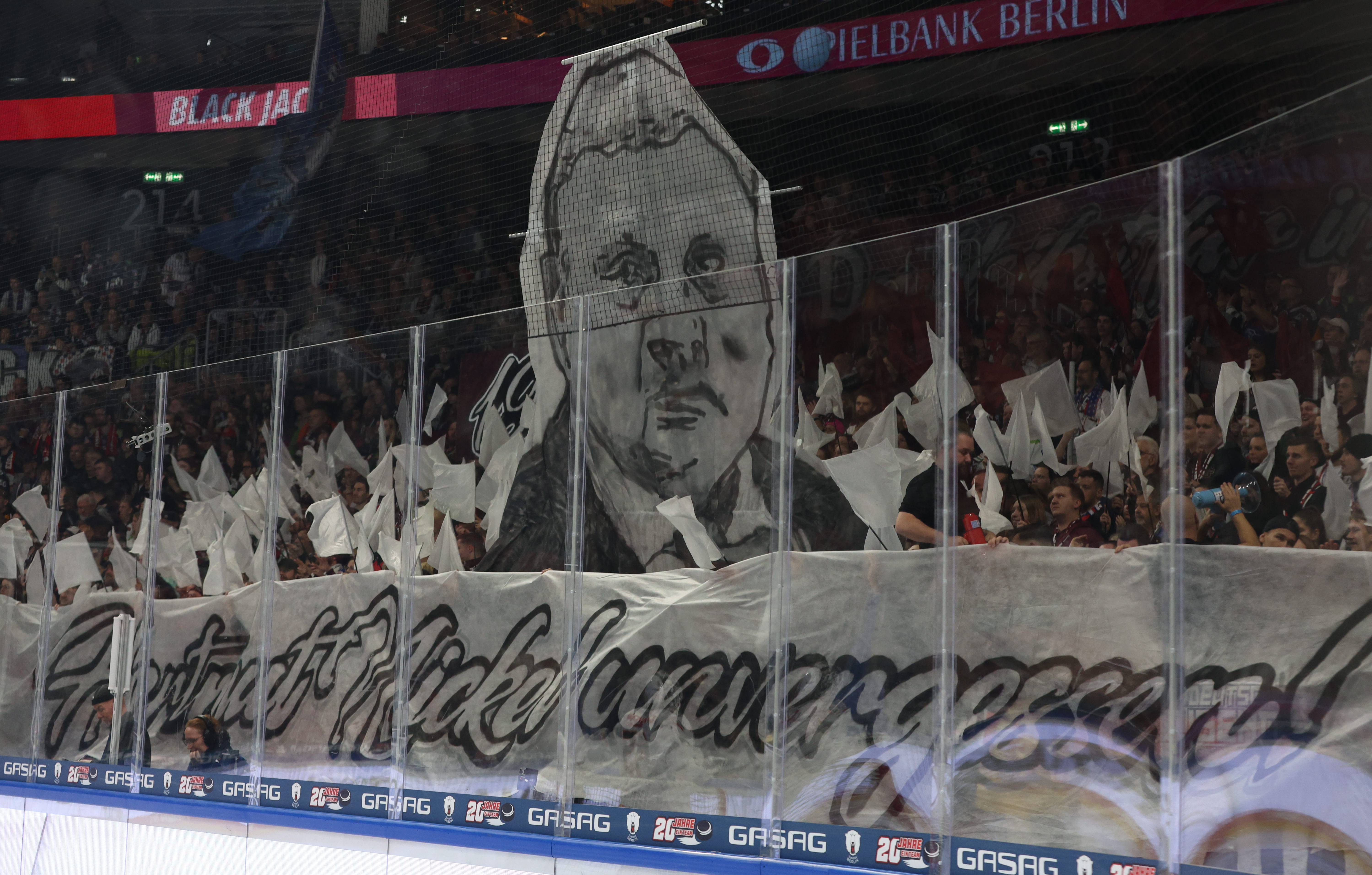
Choreo der Eisbären-Berlin-Fans zum Gedenken an Nickel am 17. November 2024

1974 beendete er seine Spielerkarriere und wurde Nachwuchstrainer beim SC Dynamo Berlin. Im Jahre 1976 holte ihn Joachim Ziesche als Co-Trainer in die 1. Mannschaft. Bis zur Saison 1987/88 bildete Nickel mit Ziesche das Trainergespann des SC Dynamo Berlin. Für die beiden Spielzeiten 1988/89 und 1989/90 war er alleiniger Cheftrainer, da Joachim Ziesche nun vorrangig für die Nationalmannschaft der DDR tätig war. Von 1980 bis 1989 war er neben seiner Assistenztrainertätigkeit im Klub zusammen mit Ziesche auch für die Belange der DDR-Auswahl zuständig. Bei der letzten B-WM-Teilnahme der DDR im Frühjahr 1990 in Megève gab er sein Debüt als Auswahlcheftrainer. Zusammen mit den beiden Weißwasseranern Rüdiger Noack und Roland Herzig bildete Nickel ein gleichberechtigtes Trio an der Bande. Nach der Wende trainierte er den nun unter dem Namen EHC Dynamo Berlin spielenden Verein aus dem Osten des wiedervereinigten Berlins. In der Saison 1990/91 trat er nach sportlichen Misserfolgen ins zweite Glied zurück und wurde Co-Trainer von Lorenz Funk und Gerhard Kießling. In der Saison 1991/92 stand Nickel mit dem Ziel „sofortiger Wiederaufstieg“ wieder als Chefcoach an der Bande. Dies erreichte Nickel auf Anhieb und die Berliner waren das erste Team, dem dieses Kunststück gelang.
In der Saison 1992/93 wurde Hartmut Nickel am 8. Dezember 1992 (27. Spieltag) entlassen und von Andy Murray abgelöst. Murray nahm Nickel als Assistenztrainer mit hinter die Bande. 1993 löste Nickel seinen Vertrag bei den Eisbären Berlin auf und heuerte für die kommenden drei Jahre beim EC Hannover in der Bundesliga an. Zur Saison 1996/97 kehrte Nickel nach Berlin-Hohenschönhausen zurück und übernahm die Position des Nachwuchs-Cheftrainers. 1998 kehrte er als Assistenztrainer von Peter John Lee wieder an die Bande zurück. Zur Saison 2000/01 übernahm Nickel vorübergehend administrative Aufgaben beim DEL-Klub Eisbären Berlin. Ab November 2000 stand Nickel wieder als Assistenztrainer hinter der Bande, erst assistierte er Uli Egen, später nach dessen Entlassung blieb er weiterhin der zweite Mann hinter der Bande, sein Chef hieß nun Pierre Pagé. Auch unter dem nächsten Trainer der Eisbären, Don Jackson, blieb Nickel auf dem Assistenztrainerposten. Am 13. August 2014 beendete Nickel nach über 40 Jahren seine Trainerkarriere bei den Eisbären Berlin. Dieser Schritt war lange geplant und wurde durch die Einbindung von Stefan Ustorf als neuem Sportdirektor vorbereitet.
Hartmut Nickel ist Mitglied der Hockey Hall of Fame Deutschland.